# Fuga (película)
Fuga es una película chileno-argentina dramática de 2006, ópera prima del director Pablo Larraín y protagonizada por Benjamín Vicuña, Gastón Pauls, Alfredo Castro y Francisca Imboden. Fue estrenada el 30 de marzo de 2006 en Chile y el 1de marzo de 2007 en Argentina.

## Sinopsis
Se relata la historia de Eliseo Montalbán (Benjamín Vicuña), quien en su infancia ve cómo su hermana muerta fue violada sobre un piano, mientras incidentalmente se compone una pieza musical que después, según él, carga la muerte. Este evento produce que el niño crezca como un prodigio en la música con una personalidad obsesiva y perturbada, sobre todo con la pieza musical, con la cual luego con su base compone una Rapsodia, su obra maestra, la cual al momento de estrenarla, su interés amoroso, la pianista Georgina (Francisca Imboden), fallece a instantes de haberla comenzado a interpretar frente a un Teatro Municipal de Santiago lleno. Esto provoca un intenso tormento mental que lo lleva a su padre, a encerrarlo en un manicomio, donde Eliseo cae en la clandestinidad y el olvido.
Mientras un atormentado Eliseo permanece en la clandestinidad luego de huir del manicomio, Ricardo Coppa (Gastón Pauls) intentará con un grupo de músicos recuperar la pieza musical de Montalbán y así hacerla suya, sin darse cuenta de que están corriendo peligro.

## Reparto

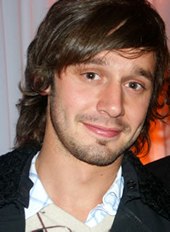
Benjamín Vicuña es el actor principal del film.

- Benjamín Vicuña como Eliseo Montalbán Subercaseux.
- Gastón Pauls como Ricardo Coppa.
- Alfredo Castro como Claudio Leal.
- Francisca Imboden como Georgina.
- Héctor Noguera como Dr. Klaus Roth.
- María Izquierdo como Isidora Subercaseux.
- Willy Semler como Aníbal Montalbán.
- Alejandro Trejo como Víctor Pacián.
- Mateo Iribarren como Alejandro Rage.
- Marcial Tagle como Miguel Recabarren.
- Paulina Urrutia como Macarena Sancho.
- Luis Dubó como Dubó.
- José Soza como Carlitos.
- Claudio Espinoza como Tomasito
- Héctor Morales como Toño.
- Jaime Celedón como Director del teatro.
- Nelly Meruane como Mujer del velorio.
- Otilio Castro como Funcionario municipal.
- Paulina Hunt como Dra. Errivarrizuela.
- José Luis Bouchon como Dr. Manuel.
- Jaime Troncoso como Dr. Miranda

## Premios
Durante 2006 y 2007, Fuga estuvo entre los nominados de varios festivales de cine internacionales, los cuales fueron:
Festival Internacional de Cine de Cartagena 2007
| Categoría         | Nominado      | Resultado |
| ----------------- | ------------- | --------- |
| Mejor ópera prima | Pablo Larraín | Ganador   |
| Mejor película    | Pablo Larraín | Nominado  |

Festival de Málaga de Cine Español 2007
| Categoría                                  | Nominado        | Resultado |
| ------------------------------------------ | --------------- | --------- |
| Territorio latinoamericano: Mejor película | Pablo Larraín   | Ganador   |
| Territorio latinoamericano: Mejor actor    | Benjamín Vicuña | Ganador   |

Festival Trieste de cine latino-americano 2006
| Categoría       | Nominado                     | Resultado |
| --------------- | ---------------------------- | --------- |
| Mejor película  | Mejor película               | Ganador   |
| Mejor actuación | Benjamín Vicuña Gastón Pauls | Ganadores |